# Edvard Ehlers
Edvard Laurits Ehlers (Copenhague, Dinamarca el 26 de marzo de 1863 – 7 de mayo de 1937, fue un dermatólogo Danés. Se le reconoce porque en 1901 publicó en detalle el caso de un paciente con articulaciones laxas, hiperelasticidad de la piel y tendencia a la aparición de hematomas caracterizándolo como una entidad clínica. Este hecho fue contemporáneo a otra descripción del francés Henri-Alexandre Danlos por lo que más adelante esta entidad se conocería como Síndrome de Ehlers-Danlos (SED).
Creció como hijo del Alcalde de Copenhague. Fue admitido a medicina en 1891 y en los siguientes años continuó sus estudios en Berlín, Breslavia, Viena y París. En Islandia, realizó estudios para el control de la lepra siendo recompensado con un premio del Fondo Nacional de la Lepra en Londres. En 1906 fue nombrado jefe de la policlínica dermatológica en el Hospital Frederiks en Copenhague. Desde 1911 hasta su jubilación en 1932, Ehlers fue director en el hospital municipal de Copenhague.